# 1561 az irodalomban

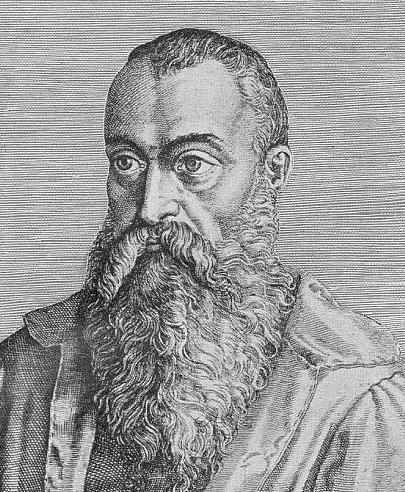
Giulio Cesare Scaligero

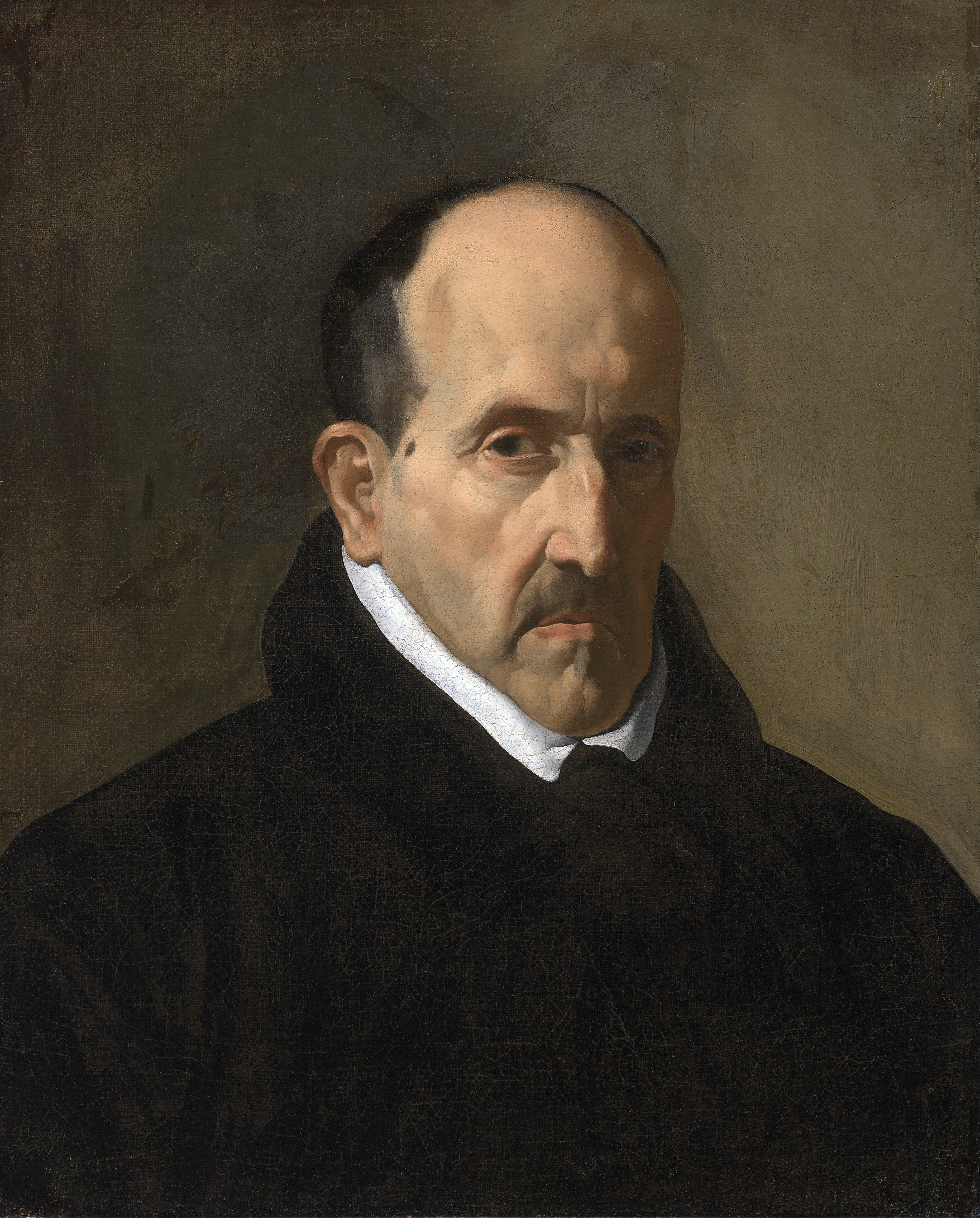
Luis de Góngora

Az 1561. év az irodalomban.

## Új művek
- Giulio Cesare Scaligero itáliai humanista, filozófus, filológus, epigrammaköltő nagy irodalomelméleti munkája: Poetices libri VII. (Poétika hét könyve). Három évvel a szerző halála után, Lyonban adták ki.

## Születések
- január 22. – Francis Bacon brit filozófus, államférfi, író († 1626)
- július 11. – Luis de Góngora spanyol barokk költő  († 1627)

## Halálozások
- 1561 – Matteo Bandello itáliai költő, író (* 1485)
- február 26. – Jorge de Montemayor portugál, de spanyol nyelvű költő, író; nevezetes pásztorregénye a Diana (* 1520)